# Tarsius tumpara
El tarsero de la isla Siau (Tarsius tumpara) es una especie de primate que habita en la pequeña isla volcánica de Siau.
Su existencia como un taxón distinto fue predicha como resultado del aislamiento geográfico de la isla Célebes y la población de tarseros de la isla Sangir (Tarsius sangirensis), aproximadamente a 200 km al norte.
Tarsius tumpara fue incluido en la publicación bienal Los 25 primates en mayor peligro del mundo, 2008-2010.